# 78 (numero)
Settantotto (cf. latino duodeoctoginta, greco ὀκτὼ καὶ ἑβδομήκοντα) è il numero naturale dopo il 77 e prima del 79.

## Proprietà matematiche
- È un numero pari.
- È un numero composto, con i seguenti 8 divisori: 1, 2, 3, 6, 13, 26, 39, 78. Poiché la somma dei divisori (escluso il numero stesso) è 90 > 78, è un numero abbondante.
- È un numero semiperfetto in quanto pari alla somma di alcuni (o tutti) i suoi divisori.
- È un numero sfenico.
- È un numero triangolare.
- È un numero idoneo.
- È un numero di Friedman in numeri romani, LXXVIII = (XV - II) * (L / X + I).
- È la somma dei numeri da 1 a 12.
- È parte delle terne pitagoriche (30, 72, 78), (78, 104, 130), (78, 160, 178), (78, 504, 510), (78, 1520, 1522).
- È un numero palindromo nel sistema di numerazione posizionale a base 5 (303), a base 7 (141) e a base 12 (66). In base 12 è anche un numero a cifra ripetuta.
- È un numero pratico.
- È un numero intero privo di quadrati.
- È un numero congruente.

## Astronomia
- 78P/Gehrels è una cometa periodica del sistema solare.
- 78 Diana è un asteroide della fascia principale del sistema solare.
- NGC 78 sono galassie interagenti della costellazione dei Pesci.

## Astronautica
- Cosmos 78 è un satellite artificiale russo.

## Chimica
- È il numero atomico del Platino (Pt).

## Curiosità
- Un tipico mazzo di carte di tarocchi contiene 22 arcani maggiori, compreso il Matto e 56 arcani minori, per un totale di 78 carte.